# زهانغ تشينغدونغ
زهانغ تشينغدونغ (بالصينية: 张呈栋) (9 فبراير 1989 الصين - ) هو لاعب كرة قدم صيني.

## وصلات خارجية
زهانغ تشينغدونغ على موقع قاعدة بيانات كرة القدم.إي يو (الإنجليزية)
- زهانغ تشينغدونغ على موقع ناشيونال فوتبول تيمز (الإنجليزية)
- زهانغ تشينغدونغ على موقع Soccerbase.com (لاعب) (الإنجليزية)
- زهانغ تشينغدونغ على موقع Soccerway.com (الإنجليزية)
- زهانغ تشينغدونغ على موقع عالم كرة القدم.نت (الإنجليزية)
- زهانغ تشينغدونغ على موقع AS.com (الإسبانية)